# Kreska pionowa
Kreska pionowa – znak pisarski nazywany „pipe” (z ang. rura, rurka) stosowany jest głównie przez społeczność systemu Unix (i pokrewnych) oraz wcześniej przez systemy DOS. Na klawiaturach komputerowych jest dostępny przez jednoczesne naciśnięcie klawiszy ⇧ Shift+\. W standardzie ASCII znak ten ma kod 124. W niektórych fontach (szczególnie rastrowych) kreska pionowa ma postać złamanej (przerywanej) pionowej kreski ¦, choć ten znak jest innym znakiem typograficznym.

## Zastosowania

### Matematyka
W matematyce znak | jest stosowany do:
- oznaczenia wartości bezwzględnej liczby
- oznaczania modułu liczby zespolonej
- wyrażania mocy zbioru
- wyrażania podzielności liczb
- oznaczania prawdopodobieństwa warunkowego
- oznaczania funkcji Sheffera w logice

W systemach Unix i pokrewnych znak | jest używany w wierszu poleceń do przesyłania informacji z wyjścia jednego procesu na wejście drugiego. Jest to tzw. potok (ang. pipe), stąd nazwa znaku.

### Składnia Wiki
W składni wiki rozdziela w odsyłaczach wewnętrznych „adres” (nazwę artykułu, do którego ma nastąpić przekierowanie) od tekstu wyświetlanego w artykule, po kliknięciu, którego nastąpi przejście do podanego przed tym symbolem artykułu. Ponadto służy on również do oddzielania poszczególnych parametrów w szablonach czy tworzenia struktury wierszy i kolumn w tabelach.

### Wyrażenia regularne
W wyrażeniach regularnych „pipe” oznacza logiczną alternatywę.

### Języki programowania
- W języku C i językach o podobnej składni (C++, Perl, Java, C#) a | b oznacza bitową operację sumy (funkcję OR na każdej parze bitów liczb wejściowych) liczb, a i b. Natomiast a || b oznacza logiczną alternatywę (stosowane np. w instrukcjach warunkowych).
- W Turbo Prologu symbol ten stosowany jest do operacji oddzielenia głowy listy od jej ogona.
- W języku Icon pojedyncza kreska pionowa | służy do tworzenia tzw. generatorów, czyli wyrażeń, które mogą przyjmować więcej niż jedną wartość[1]. Użycie podwójnej kreski pionowej || powoduje konkatenację łańcuchów znaków, a potrójnej ||| konkatenację list[2].

### Przerywana pionowa kreska
Podobnym do „pipe” znakiem jest znak złamana pionowa kreska ¦. Znak ten jest rzadziej stosowany, nie istnieje on w zestawie znaków ASCII. W systemach z rodziny Windows można go uzyskać przez kombinację Alt+0166 cyfry wpisując z klawiatury numerycznej. W (X)HTML znak ¦ można uzyskać przez odwołanie znakowe &brvbar;. W Unicode znak ten ma symbol U+00A6, a w kodowaniu UTF-8 – kod C2 A6.

### Wystąpienia w Unicode
W Unikodzie pionowa kreska pojawia się w wersjach:
| Znak | Unicode | Kod HTML                       | Nazwa unikodowa      | Nazwa polska                   |
| ---- | ------- | ------------------------------ | -------------------- | ------------------------------ |
| \|   | U+007C  | &#x7C; lub &#124;              | VERTICAL LINE        | kreska pionowa                 |
| ¦    | U+00A6  | &brvbar; lub &#xA6; lub &#166; | BROKEN BAR           | złamana pionowa kreska         |
| ￤   | U+FFE4  | &#xFFE4; lub &#65508;          | FULLWIDTH BROKEN BAR | szeroka złamana pionowa kreska |